# Ulica Hieronima Dekutowskiego w Lublinie
Ulica Hieronima Dekutowskiego w Lublinie – arteria komunikacyjna w Lublinie o długości 610 m, przebiegająca przez dzielnicę Felin, której kontynuacją jest  ul. Antoniny Grygowej. Nazwana na cześć Hieronima Dekutowskiego ps. Zapora, majora Polskich Sił Zbrojnych, cichociemnego i dowódcy oddziałów partyzanckich Armii Krajowej. 

## Przebieg
Ulica przebiega z południa na północ. Rozpoczyna się rondem Janusza Krupskiego, na którym łączą się Dekutowskiego, Męczenników Majdanka i ul. Józefa „Lalka” Franczaka. Z prawej  strony mija Park Naukowo Technologiczny i zbór Zielonoświątkowców Charisma. Z prawej strony wpada do niej ulica Bohdana Dobrzańskiego. Ulica jest zakończona rondem na wiadukcie nad al. Wincentego Witosa. Dalej biegnie jako ul. Antoniny Grygowej

## Placówki i zakłady
- Zbór Zielonoświątkowców Charisma
- Park naukowo-technologiczny

## Rozbudowa
Planowane jest przedłużenie ulicy Dekutowskiego do ulicy Wyzwolenia i ulicy Głuskiej. Nowe połączenie będzie miało dwie jezdnie, każda z dwoma pasami ruchu. Nowa ulica będzie biegła po wschodniej stronie Cmentarza Komunalnego na Majdanku. Koszt inwestycji będzie wynosił ok. 60 mln PLN.

## Komunikacja miejska
Ulica jest objęta siecią linii Zarządu Transportu Miejskiego w Lublinie. Nad ulicą rozwieszona jest trakcja trolejbusowa.